# Кузнець Тетяна Володимирівна
Кузнець Тетяна Володимирівна (нар. 25 лютого 1961, Сальниця, Хмільницький район, Вінницька область, УРСР) — український історик, доктор історичних наук, професор, декан історичного факультету Уманського державного педагогічного університету імені Павла Тичини (2013—2016). Почесний краєзнавець України (2016).

## Біографія
Народилася 25 лютого 1961 року в с. Сальниця Хмільницького району Вінницької області. У 1978 закінчила Сальницьку середню школу і у тому ж році вступила на історичний факультет Вінницького державного педагогічного інституту ім. М.Островського. Завершивши навчання і отримавши спеціальність учителя історії та суспільствознавства, була направлена в Юрківську середню школу Уманського району Черкаської області. З 23 лютого 1987 року — в Уманському педуніверситеті. Обіймала посади асистента, старшого викладача, доцента, професора. У 1991 році захистила кандидатську дисертацію і отримала науковий ступінь кандидата історичних наук, у 2007 році отримала вчене звання професора, а у 2013 році — науковий ступінь доктора історичних наук. З 2006 року — завідувач кафедри історії України. Протягом вересня 2013—березня 2016 років працювала на посаді декана історичного факультету, після чого повернулась на кафедру історії України. Керівник Науково-дослідної лабораторії «Історичне краєзнавство Уманщини» з часу її створення, з 2007 року.

## Наукові праці
- Православне духовенство Уманщини XIX – початку XX століття. – К.: Видавничо-поліграфічний центр «Київський університет», 2006. – 607 с.
- Сільське парафіяльне духовенсто Київської єпархії: узагальнений портрет кінця XVIII – початку XX століття – Умань, 2013. – 464 с.
- Голодомор 1932 – 1933 років на Уманщині: очима свідків, мовою документів. – Київ, 2008. – 480 с. (у співавторстві).
- Уманщина і уманці в роки Другої світової війни: сторінки усної історії. – Умань, 2009. – 238 с. (у співавторстві).
- Усна історія Уманщини: колективізація. – Умань ПП Жовтий, 2010. – 200 с. – Умань (у співавторстві).
- Усна історія Уманщини: знані люди села. –Умань: ВПЦ «Візаві», 2012. – 270 с. (у співавторстві).
- Усна історія Уманщини: діти війни-літописці. – Умань: ВПЦ «Візаві», 2014. – 100 с. (у співавторстві).
- Усна історія Уманщини: повоєнна відбудова. – Умань: ВПЦ «Візаві», 2014. – 154 с. (у співавторстві).
- Усна історія Уманщини: сільська школа. – Умань: ВПЦ «Візаві», 2014. – 368 с. (у співавторстві).
- Усна історія Уманщини: традиції та звичаї села. – Умань: ВПЦ «Візаві», 2016. – 130 с. (у співавторстві).
- Усна історія Уманщини: пам’ятники і пам’ятні знаки. – Умань: Видавець Сочінський М.М., 2016. – 128 с. (у співавторстві).
- Місто Умань в роки військових поселень//Малі міста на історичній мапі України: проблеми збереження історико-архітектурної спадщини. Збірник наукових праць. – Умань: РВЦ «Софія», 2007. – С.124-132.
- Священицька родина Саббатовських в національно-духовному житті України початку XX століття //Гілея (науковий вісник): Збірник наук. праць. –Вип.7. – К., 2007. – С.227-235.
- Єпископ Феодосій Олтаржевський в національно-духовному житті України кінця XIX – початку XX століття//Наукові записки Вінницького державного педагогічного університету імені Михайла Коцюбинського. Вип. ХІ. Серія: Історія: Зб. наук. праць. – Вінниця, 2007. – С.27-33.
- Історія України з найдавніших часів до кінця XVIII ст. – К.: Видавничо-поліграфічний центр «Київський університет», 2007. – 247 с.
- Історична біографістика в регіональних дослідженнях (на прикладі імені єпископа Полтавського і Переяславського Олександра Павловича)//Збірник наукових праць. Серія «Історія та географія»/Харк.нац.пед. ун-т ім. Г.С. Сковороди. – Харків: Майдан, 2007. – Вип.27. – С.214-217.
- Біографічні публікації «Киевских епархиальных ведомостей» як джерело вивчення впливу православного духовенства на національно-духовне життя народу//Гілея (науковий вісник): Збірник наукових праць. – Вип. 9. – К., 2008. – С. 318-324.
- Узагальнений портрет православного парафіяльного духовенства з некрологічних публікацій «Київських епархиальных ведомостей» (На прикладі Уманського повіту)//Гілея (науковий вісник): Збірник наукових праць. – Вип. 8. – К., 2008. – С.201 – 208.
- Участь запорозького козацтва у відновленні Київської митрополії очима православного священика //Українсько-московські стосунки середини XVII століття. Зб. наук. праць. – Умань: РВЦ «Софія», 2008. – С. 85-92. (у співавторстві).
- Хрисанф Ящуржинський у приватному та громадському житті // Міжконфесійна палітра Уманщини XVIII-ХХ століть. Збірник наукових праць. – Умань: РВЦ «Софія», – С. 5-12.
- Священицький син Данило Щербаківський в національно-культурному житті початку XX століття // Регіональні проблеми української історії. Збірник наукових праць. Вип. 2. – Умань, 2009. – С. 101-108.
- Історія православних храмів Уманщини в регіональному аспекті української історії // Культурна спадщина України.    Матеріали Міжнародної наукової конференції. 15-16 травня 2009. – Частина II. – Умань, 2010. – С.21-24.
- Протоієрей Леонтій Гримальський в національно-духовному житті XIX – поч. XX ст.//Наукові записки Вінницького державного педагогічного університету імені Михайла Коцюбинського. Вип. XIV. Серія: Історія: Збірник наукових праць. – Вінниця, 2008. – С. 118-120.
- Відміна кріпосного права і позиція Православної Церкви на прикладі Уманського повіту Київської губернії //Гілея (науковий вісник): Збірник наукових. – Вип. 12. – К., 2008. – С. 15-21.
- Дві оцінки одного вчинку: Стефан Яворський та Іван Мазепа про антимосковський виступ гетьмана // Регіональні проблеми української історії. Зб.наук.праць. Вип.1. – Умань, 2008. – С. 196-204.
- Архієпископ Іриней Нестерович в суспільно-політичному житті першої половини XIX ст. //Розвиток наукових досліджень 2008. Матеріали IV Міжнародної науково-практичної конференції. 24-26 листопада 2008 р. – Полтава: «Інтер Графіка», 2008. – Т.4. – С. 47-51.
- Священицька родина Ящуржинських в громадсько-політичному житті України XIX ст. // Наукові записки Вінницького державного педагогічного університету імені Михайла Коцюбинського. Серія: Історія. Вип. ХІІІ. – Вінниця, 2008. – С. 27-30.
- Уманський градський собор в архівних джерелах XIX – початку XX ст. // Українсько-польський науковий діалог в Умані. – Вип.2. Формування сучасного архітектурного середовища історичних міст на основі реабілітації історико-містобудівної спадщини. – Познань, 2010. – C.108-114.
- Свято-Георгіївський скит поблизу Умані //Чумацький шлях. – 33. – К., 2010. – С.22.
- Архієпископ з Уманщини – Іриней Нестерович //Регіональні проблеми української історії: збірник наукових праць. – Умань: ПП Жовтий, 2010. – Вип.3. – С. 123 – 157.
- Матеріальне становище православного кліру Уманщини в XIX – на початку XX століття //Наукові записки Вінницького державного педагогічного університету імені Михайла Коцюбинського. – Вип. XVIII. Серія: Історія: Збірник наукових праць. – Вінниця, 2010. – С.21 – 32.
- Уманське вікаріатство в структурі єпархіального управління Київської митрополії XIX – початку XX століття // Південний архів. Історичні науки: Збірник наукових праць. – Херсон, 2010. – Вип.31 – 32. – С.93 –
- Духовні правління в єпархіальній структурі управління Православною Церквою в Україні XIX століття (на прикладі Уманського духовного правління) //Четверта міжнародна наукова конференція «Актуальні питання вітчизняної, світової історії та історії науки: пошуки, роздуми, знахідки». – Луганськ, 20-21 квітня 2011 р. – С.96-98.
- «Труди Киевской Духовной Академии» як джерело вивчення історії Православної Церкви//Література та культура Полісся. – Вип.64. Сучасні історико-методологічні дослідження соціальної історії і культури Полісся та України. – Ніжин, 2011. – С.186-200.
- Сторінки двохсотлітньої історії Уманського Свято-Миколаївського Собору//Актуальні проблеми археології, історії та історичного краєзнавства Буго-Дніпровського межиріччя: Збірник наукових праць. – Умань: ПП Жовтий, 2012. – 473 с.
- Saint – Nicolas cathedral in Uman: from foundation till 30’e of the XX century International science Ukrainian edition. – United states jf Amersca, december , 2010. – S. 105 – 108.
- «Труды Киевской Духовной Академии» як джерело вивчення біографій київських митрополитів // Київська старовина. – 2012. – № 4. – С. 132 – 137.
- Православні храми Уманщини: Св.- Троїцька церква в другій половині XIX – на початку XX ст. //Регіональні проблеми української історії: Збірник наукових праць. – Вип.5. – Умань, 2012. – С. 148-154.
- Християнська церква в Умані кінця XVIII – початку XX століття–Умань, 2012. – 148 с.(у співавторстві).
- Запровадження московських богослужебних книг в Київській єпархії як засіб русифікації українців (кінець XVIII – початок XIX ст.)//Міжнародна науково-практична конференція «Роль суспільних наук у забезпеченні стабільності розвитку глобальних світових процесів у XX ст.». 12-13 квітня 2013 р. – Київ, 2013. – С. 26-30.
- Православне духовенство Київської єпархії у річищі самодержавної політики зросійщення на початку XX ст. //Гілея (наук. вісник) : Зб. наук. праць. – 2013. – Вип. 72. – С. 93 – 96.
- Київська єпархія початку XIX ст.: формування церковно-адміністративної структури // Наукові записки Вінницького держ. пед. ун-ту імені Михайла Коцюбинського. Серія : Історія : Зб. наук. праць. Вип. 21. – Вінниця, 2013 – С. 16 – 20.
- Сільське духовенство Київської єпархії в «Київській козаччині» 1855 року//Література та культура Полісся. Сер.: Історичні науки. – Ніжин, 2013. – Вип. 73. – С. 232 – 239.
- Сільське православне духовенство Київської єпархії кінця XIX століття у вимірах демографічної статистики // Гілея (наук. вісник) : Зб. наук. праць, 2013. – Вип. 75. – С. 26 – 29.
- Церковний спів в системі духовної освіти Київської єпархії XIX – початку XX ст.// Наукові записки Вінницького державного педагогічного університету імені Михайла Коцюбинського. Серія: Історія. Вип.24. Збірник наукових праць. – Вінниця, 2016. – С.47-51.
- Духовна еліта нації: Порфирій Демуцький // Література та культура Полісся. – Вип.81. Серія «Історичні науки». – № 4 – С.76-86.
- Другокласні та церковно-учительські школи Духовного відомства на початку XX століття// Уманська старовина: Науковий журнал. – Умань: Видавець «Сочінський М.М.». – 2016. – Вип.1. – С.25-30.
- Історія в журналі «Труды Киевской Духовной Академии»: тематична спрямованість публікацій// Гілея: науковий вісник. Збірник наукових праць. – К. – 2016. – Вип.110. – С.13-19.
- Уманське духовне училище: будинок та навчальний заклад//Архітектурна та культурна спадщина історичних міст країн Центрально-Східної Європи: кол. монографія/ за ред. Р.Димчика, І. Кривошеї, Н.Моравця.-Умань-Познань-Ченстохова: ФОП Жовтий О.О., 2016. Серія «Польсько-український науковий діалог в Умані». – Вип.3. – С.168-175.
- Церковний спів в системі початкової освіти Київської єпархії початку XX століття// Науковий вісник Миколаївського національного університету імені В.О. Сухомлинського. Історичні науки. – 2016. – №2 (42). – С.43- 48.
- История Православной Церкви на страницах журнала «Труды Киев.Дух.Академии (1860-1913г.г.) // American Historical Review, «Oxford University Press», – 2016, Volume 121, – № 5.
- Початкова освіта народу на сторінках щотижневика «Руководство для сельских пастырей» у перше десятиріччя його виходу//Емінак: науковий щоквартальник. – 2016. – № 3 (15). – Т. 3. – С. 15-22.[1].